# Colletes armeniacus
Colletes armeniacus är en biart som först beskrevs av Heinrich Friese 1921.  Colletes armeniacus ingår i släktet sidenbin, och familjen korttungebin. Inga underarter finns listade i Catalogue of Life.